# Pearnel Charles
Pearnel Charles es un político jamaiquino perteneciente al Partido Laborista de Jamaica. Fue presidente de la Cámara de Representantes de Jamaica. Además se desempeñó como Ministro de Trabajo y Seguridad Social en Jamaica en el periodo 2007-2012.
Su hija Patrece Charles-Freeman es consultora de salud pública, y también se postuló como candidata del JLP en East St Thomas en las elecciones de 2011. Su hijo Pearnel Patroe Charles Jr. se desempeña como senador y Ministro de Seguridad Nacional. 